# 华山新麦草
华山新麦草（学名：Psathyrostachys huashanica）为禾本科新麦草属下的一个种。

## 扩展阅读
- 維基物種上的相關：华山新麦草